# Hypoleria adornata
Hypoleria adornata är en fjärilsart som beskrevs av Richard Haensch 1903. Hypoleria adornata ingår i släktet Hypoleria och familjen praktfjärilar. Inga underarter finns listade i Catalogue of Life.